# Рыбы I
Рыбы I (англ. Pisces Overdensity, Pisces I) — область повышенной концентрации звёзд в гало Млечного Пути. Находится в созвездии Рыбы на расстоянии 80±14 килопарсек от Солнца и движется к нему со скоростью около 75 км/с. Вероятно, это разорванная или разрываемая приливными силами карликовая галактика.
Этот объект был обнаружен в 2009 году международным коллективом учёных в ходе анализа распределения звёзд типа RR Лиры по данным Слоановского цифрового обзора неба. Концентрация таких звёзд в этой области небесной сферы в несколько раз выше фоновой. Позже оказалось, что эти звёзды близки и по лучевой скорости.
Рыбы I — один из самых тусклых спутников Млечного Пути. Масса этого объекта оценивается в 104 — 105 солнечных. Его металличность [Fe/H] ≈ −1,5, что на 0,5 больше, чем у типичных объектов внешнего гало.
Угловой размер этого объекта — порядка нескольких градусов, что соответствует линейному размеру в несколько килопарсек. Прямое восхождение и склонение его центра равны 355° и −0,3° соответственно, а галактическая долгота и широта — 80° и −55° соответственно.
Этот объект находится дальше от Солнца, чем Магеллановы Облака, но недалеко (в нескольких градусах) от плоскости их орбит. Соединён ли он с Магеллановым потоком, неизвестно. Неизвестна и степень гравитационной связанности этой группы звёзд; возможно, она находится в процессе разрыва или уже разорвана приливными силами.